# Historia Żydów w Skwierzynie
Historia Żydów w Skwierzynie – Skwierzyna jest niewielkim miastem znajdującym się w województwie lubuskim. W czasie swej długiej i bogatej historii, zamieszkiwana była przez Niemców, Polaków, Żydów, a nawet Holendrów. Skwierzyńscy Izraelici stanowili wspólnotę niewielką, ale mającą znaczny wkład w rozwój miasta.
Nie wiadomo dokładnie kiedy i w jakich okolicznościach Żydzi pojawili się w Skwierzynie po raz pierwszy. Przypuszcza się, iż osiedlili się tam już w XIV wieku. Znaczny wpływ na powiększenie się ich społeczności musiało mieć wypędzenie Żydów z Brandenburgii, które miało miejsce w 1510 roku. Z 1507 roku pochodzi pierwsze świadectwo istnienia osiedla żydowskiego w Skwierzynie. Skwierzyńscy Izraelici zamieszkiwali południowo-zachodnią część miasta, będącą najprawdopodobniej oddzielną dzielnicą, stanowiącą rodzaj getta. Znajdowała się ona niedaleko strumienia Katzbach, dziś już częściowo wyschniętego, płynącego wzdłuż obecnej ulicy Jana III Sobieskiego. Na strumieniu znajdował się niewielki most, nazywany właśnie żydowskim (niem. Judenbrücke).
W złotych czasach gminy, społeczność żydowska, prócz synagogi (pochodzącej z XVIII wieku, dziś już nieistniejącej, znajdującej się niegdyś przy ulicy Rowowej, przemianowanej po II wojnie światowej na ulicę Powstańców Wielkopolskich), posiadała heder (szkołę religijną), mykwę (łaźnię rytualną), także szereg zakładów zajmujących się przygotowywaniem koszernego jedzenia (jatki, rzeźnia, piekarnia macy), będących własnością gminy.
W owych czasach Skwierzyna była miastem królewskim, cieszącym się prawami miejskimi nadanymi jeszcze przez Przemysła II, a odnowionymi przez Władysława Jagiełłę. Z tego też powodu jego mieszkańcy korzystali z królewskiej opieki, ale i musieli płacić odpowiednio wysokie podatki. Kiedy w 1519 roku Polska ruszyła na wojnę z zakonem krzyżackim, w wyniku działań wojennych bardzo mocno ucierpiała zarówno Skwierzyna, jak i okoliczne miasta. Mieszczanie zażądali od króla Zygmunta Starego aby wypędził Żydów z miasta, a pozostawiony przez nich majątek przekazał na odbudowę grodu. 3 lipca 1520 roku król polski rozkazał wygnać Żydów ze Skwierzyny, ale pod warunkiem, iż mieszczanie wezmą na siebie ich zobowiązania podatkowe. Nie wiadomo, czy doszło do wyrzucenia Żydów z miasta, ale raczej jest to wątpliwe, ponieważ już w 1532 roku uzyskali oni przywilej podróżowania na targi do Brandenburgii.
6 stycznia 1641 roku skwierzyńscy mieszczanie zawarli umowę z Żydami, uzgadniając ich obowiązki i świadczenia, m.in. ograniczając rodzaje zawodów, jakie mogli wykonywać. Umowę zatwierdził sam król polski Władysław IV.

Po II rozbiorze Polski, Skwierzyna znalazła się w granicach Prus. Nie zmieniło to za bardzo stosunków w samym mieście, ponieważ np. w 1793 roku zamieszkiwało je 1431 ewangelików, 117 katolików i 720 żydów. Na skwierzyńską gminę żydowską silny wpływ w owym czasie wywierała tzw. haskala, czyli oświecenie żydowskie, co zaowocowało wieloma słynnymi przedstawicielami owego prądu umysłowego, którzy nauczali w tym niewielkim mieście. Byli to m.in.: 

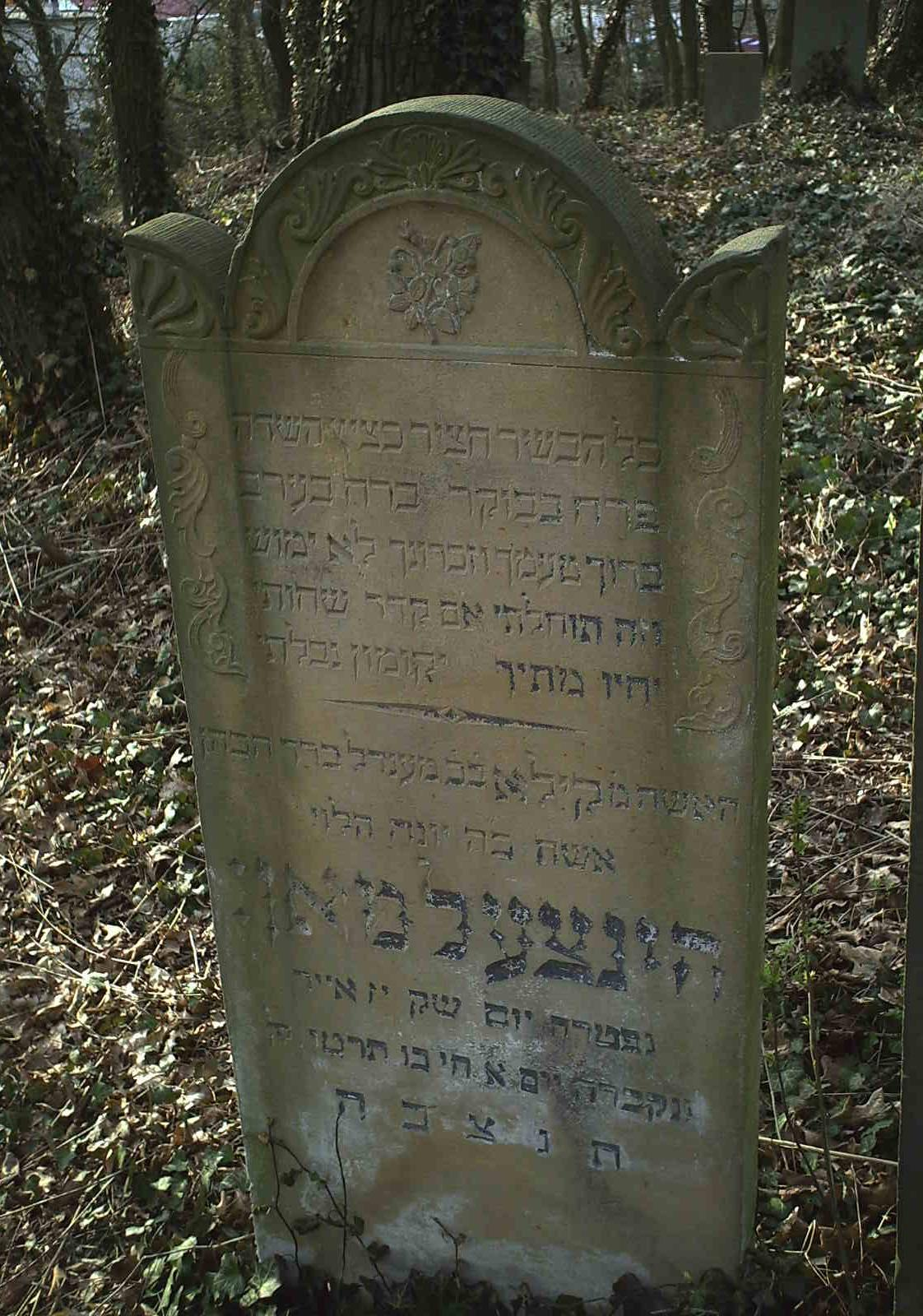
Jeden z nagrobków ze skwierzyńskiego kirkutu.

- Mordechaj ben Meier ha-Kohen (działał w Skwierzynie ok. 1710 roku),
- Ibi Hirsch z Pragi (1763),
- Josua Spira z Frankfurtu nad Odrą (1771),
- Hirsch Aron London (działał w latach 1777–1790),
- prof. Gassel Simon ben Israel (zm. ok. 1712),
- Eliakim ha-Kohen Schwerin Götz (1760–1845), naczelny rabbi Węgier
- Jonathan Alexandersohn (rabin w Skwierzynie ok. 1830 roku).

Stopniowo władze niemieckie dążyły do germanizacji Żydów zamieszkujących teren Prus. Promowano asymilację, zniesiono wiele ograniczeń gospodarczych i społeczno-politycznych, ale tylko dla Żydów naturalizowanych (zasymilowanych), którym przyznano pełnię praw publicznych. W 1842 roku było w mieście 138 Żydów naturalizowanych. Z tego też powodu wielu Żydów zaczęło osiedlać się w różnych częściach Skwierzyny, wychodząc poza granice dzielnicy tradycyjnie żydowskiej (najbogatsi nawet na rynku).
W 1833 roku otwarto nową żydowską szkołę elementarną, w której rektorem został Dawid Meyer. Natomiast 1 stycznia 1841 roku miało miejsce uroczyste otwarcie nowej synagogi, która stanęła przy ulicy Krzywej, dzisiejszej Władysława Jagiełły. Oprócz tych nowych instytucji, w owym czasie w Skwierzynie działał także żydowski szpital i (od 1865 roku) sierociniec przy ulicy Pocztowej, dziś Józefa Piłsudskiego.
Jak twierdziło wielu przedwojennych mieszkańców miasta, w Skwierzynie urodziła się matka późniejszego sekretarza stanu USA, Henry’ego Kissingera – Paula Stern. Przed wyjazdem do Fürth, miała mieszkać przy ulicy Reutera, dzisiejszej Armii Krajowej. Informacje te nie znajdują jednak potwierdzenia – matka Kissingera urodziła się w bawarskim mieście Leutershausen. Nie można jednak wykluczyć, że przynajmniej przez jakiś czas mieszkała ona w Skwierzynie.
Pomimo rozwoju, od mniej więcej 1833 roku (czyli od czasu przyznania pełni praw), rozpoczął się odpływ Żydów do większych miast. Liczba skwierzyńskich Izraelitów systematycznie zaczęła spadać, aż tuż po dojściu Hitlera do władzy (1936 rok) wynosiła tylko 44 osoby.
Po wejściu w życie antysemickich ustaw norymberskich w 1935 roku, sytuacja skwierzyńskich Żydów nie różniła się niczym od mieszkających w innych miastach Rzeszy. Podczas Nocy Kryształowej w 1938 roku dewastacji uległa synagoga, która spłonęła w 1945 roku. Wówczas już jednak Żydów w Skwierzynie nie było.

## Literatura
- Kemlein, S. Żydzi w Wielkim Księstwie Poznańskim 1814-1848, Poznań 2001
- Kirmiel, A. Skwierzyna – miasto pogranicza: historia miasta do 1945 roku, Bydgoszcz 2004
- Kirmiel, A. Żydzi w Skwierzynie, Gorzów Wielkopolski 2002